# Atelognathus nitoi
Atelognathus nitoi – gatunek płaza bezogonowego z rodziny Batrachylidae. 
Gatunek znany z lasów umiarkowanych Chile (Aysén; Reserva Nacional Lago Jeinimeni; Cerro Castillo, Coihaique Alto i Chile Chico) i przyległej Argentyny (Cerro Challhuaco, Park Narodowy Nahuel Huapi, Bariloche, Río Negro; Lago General Vintter, Chubut, Laguna de los Gendarmes, północna granica Lago Buenos Aires, prowincja Santa Cruz, z najbardziej wysuniętą na południe populacją z Paso Roballos).
Miejsce typowe odłowu holotypu: Laguna Verde w Cerro Challhuaco w Argentynie. Na tym terenie płaz występuje pospolicie, a liczebność jego populacji utrzymuje się na stabilnym poziomie. Wedle badań opublikowanych w 1999 wynosi co najmniej 1000 osobników.
Początkowo za miejsce występowania A. nitoi uznawano tylko lokalizację typową i jej okolice (i takie ujęcie do tej pory stosuje IUCN). W 2019 roku Barrasso i Basso w oparciu o badania genetyczne zaproponowali uznanie za młodsze synonimy A. nitoi następujących taksonów: A. salai (wraz z wcześniej zsynonimizowanym z nim A. jeinimenensis) i A. ceii. Tym samym zasięg występowania gatunku jest obecnie znacznie szerszy.
Zwierzę zamieszkuje wilgotne rejony położone na wysokości od 500 do 1550 metrów nad poziomem morza. Jego siedlisko stanowią stałe i tymczasowe zbiorniki wodne, jednakże rozród ma miejsce w stałych. Preferuje lasy z Nothofagus pumilio. Nie zanotowano dotychczas jego obecności na terenach zmodyfikowanych działalnością ludzką.
Wśród zagrożeń dla gatunku IUCN wymienia pożary i turystykę, dostrzega też potrzebę monitoringu gatunku.